# Patricia Ruanne
Patricia Ruanne (3 de junio de 1945-1 de noviembre de 2022) fue una bailarina, maestra de ballet,  repositora y directora británica.

## Infancia
Nació en Leeds, Yorkshire el 3 de junio de 1945, sus padres fueron Robert y Joan Ruane (de soltera Castell). Su padre era del condado de Mayo en Irlanda. Tenía un hermano menor llamado Paul.

## Carrera
A los 13 años, fue aceptada en la Royal Ballet School. En 1962, a la edad de 17 años, se unió al Royal Ballet, ascendiendo a bailarina principal en 1969. Su primer papel principal fue como la Chica en The Invitation de Kenneth MacMillan a la edad de 18 años, y Giselle fue su primer papel protagónico en un ballet clásico completo.
En 1973, se unió al London Festival Ballet, dirigido por directora Beryl Gray, para bailar los papeles clásicos, incluyendo a Aurora en la producción de Rudolf Nureyev de La bella durmiente, y bailó el papel de Julieta en su producción de Romeo y Julieta.
Bailó en los estrenos de nuevos ballets, una serie de papeles protagónicos, incluyendo la sirena en Prodigal Son de Barry Moreland en Ragtime, la dama de rojo en The Sanguine Fan de Ronald Hynd en 1976, y bailó en el estreno en Londres de Hynd's Rosalinda.
En 1983, cuando se jubilaba, la original Tatiana Marcia Haydée, entonces directora del Ballet de Stuttgart, trajo y enseñó Onegin de John Cranko al London Festival Ballet. Esta fue la primera producción de ese ballet en una compañía británica (no entró en el repertorio de The Royal Ballet hasta 2001), y Ruanne fue nominada al premio Laurence Olivier Award for Outstanding Achievement in Dance por la Society of West End Theatres .
Fue maestra de ballet en el Festival Ballet de Londres de 1983 a 1985, y luego en el Ballet de la Ópera de París de 1986 a 1996, habiéndose unido a pedido de Rudolf Nureyev, quien entonces era el director. Fue directora en funciones de La Scala de 1999 a 2000.
A partir de 1996, trabajó como maestra independiente y repositora.

## Vida privada y muerte.
En 1972 se casó con Richard Farley, exbailarín y fotógrafo del Royal Ballet. Más tarde se casaría con Frederic Jahn.
En 1981, apareció como el náufrago en Discos de la isla desierta de Radio 4, donde su tema favorito era la suite de ballet Romeo y Julieta de Serguéi Prokófiev, su libro El señor de los anillos de JRR Tolkien, y su lujo eran las gafas de sol.
Ruanne murió el 1 de noviembre de 2022, a la edad de 77 años.